# Benzoylecgonine
Benzoylecgonine is een metaboliet van cocaïne dat ontstaat na metabolisme of biotransformatie in het menselijk lichaam. Het wordt gevormd na hydrolyse van cocaïne in de lever, een reactie die gekatalyseerd wordt door het enzym carboxylesterase.